# Bruce Shand
Major Bruce Middleton Hope Shand CM, DL (22 de enero de 1917-1 de junio de 2006) fue un oficial del Ejército Británico. Es conocido como el padre de Camila, reina consorte; esposa de Carlos III del Reino Unido.

## Primeros años
Shand nació en el seno de una familia acaudalada de Londres cuyos ancestros habían emigrado a dicha ciudad desde Escocia. Es el hijo de Philip Morton Shand (1888–1960), un escritor sobre arquitectura y crítico quien fue un amigo cercano de Walter Gropius y Le Corbusier y cuya compañía, Finmar, importaba muebles de Alvar Aalto a Reino Unido. Su madre fue Edith Marguerite Harrington (1893–1981), más tarde la Sra. Herbert Charles Tippet. Sus padres se divorciaron cuando él tenía tres años. Su padre se casó tres veces más. Shand no volvió a ver a su padre hasta los 18 años.  Una de sus medio-hermanas es Elspeth Howe, esposa de Lord Howe.
Su madre se volvió a casar con Herbert Charles Tippet, un diseñador de cursos de golf. Contrario a lo que especularon algunos portales mediáticos, el joven Bruce Shand no fue abandonado por su padrastro y su madre sino que fue llevado a vivir con ellos en Westbury, Long Island, Nueva York, en 1921, una parte de su vida que omitió en su autobiografía, dando la impresión errónea de que había sido abandonado. Tras visitar Inglaterra en junio de 1923, Bruce y su madre volvieron a Estados Unidos en septiembre de 1923 con la intención de quedarse en dicho país permanentemente y adquirir la ciudadanía. Cuando volvió a Reino Unido fue para comenzar su educación, organizada y pagada por sus abuelos. Su madre y padrastro volvieron a Reino Unido en 1927, luego se mudaron a Irlanda en la década de 1930. Su padrastro murió Rye, Sussex en 1947 y su madre en Cooden Beach, Sussex, en 1981.
Shand fue enviado a Francia para aprender el idioma. Fue educado en la Rugby School y en la escuela militar de Sandhurst y fue hecho segundo teniente el 28 de enero de 1937. Se volvió líder la tropa en el escuadrón "A". Entre sus intereses figuraban la caza de zorros, el polo y la lectura.

## Segunda Guerra Mundial
Shand se hizo teniente de la Ejército Británico el 28 de enero de 1940. Sirvió en Francia como parte de Fuerza Expedicionaria Británica. El regimiento pasó seis meses en Foncquevillers durante la Guerra de broma, luego avanzaron hasta el río Dyle y se retiraron al comienzo de la blitzkrieg alemana. Ayudó a cubrir la retirada a Dunquerque, de donde fue evacuado de vuelta a Inglaterra, en Margate el 31 de mayo de 1940. Por sus acciones, le fue otorgado una cruz militar el 5 de julio de 1940.
Tras un período con el regimiento en Poole y Reigate, y un entrenamiento en Irlanda del Norte, Shand fue enviado con el regimiento al norte de África en septiembre de 1941, donde fue hecho capitán por un tiempo. Ganó su segunda cruz militar en enero de 1942. El premio se entregó el 9 de julio de ese año.
Conoció a Winston Churchill poco antes de la Segunda Batalla de El Alamein. El 6 de noviembre de 1942, durante una exploración en Marsa Matruh, su vehículo fue rodeado y destruido. Dos compañeros de Shand fueron asesinados, y él fue herido. Fue capturado y llevado a Alemania como prisionero de guerra. Tras recibir tratamiento en Atenas, fue retenido en un castillo de Spangenberg durante el resto de la guerra. Mientras fue prisionero de guetra, fue hecho capitán el 28 de enero de 1945.

## Vida posterior y muerte
Tras su liberación, Shand volvió a Inglaterra en 1945. Debido a sus heridas, las cuales le hacían no apto para el servicio militar, se retiró del ejército el 25 de abril de 1947, marchándose con el rango honorífico de major. El 2 de enero de 1946, se casó con Rosalind Maud Cubitt, hija de Roland Cubitt, III Barón Ashcombe y de Sonia Rosemary Keppel. Tuvieron dos hijas, Camilla (b. 1947), Annabel (b. 1949) y un hijo, Mark (1951–2014). Mantuvo una casa en Plumpton en Sussex como también una en South Kensington, aunque luego se mudó a Dorset.
Tuvo diferentes intereses empresariales, más notablemente se asoció con Block, Grey and Block, una marca de vino de South Audley Street, Mayfair, luego uniéndose a Ellis, Son and Vidler de Hastings y Londres. Shand fue corrector de libros militares para la revista  Country Life. En 1990, escribió sus propias memorias de guerra titulada Previous Engagements y fue editor de las memorias del también oficial Tom Bishop titulada  One Young Soldier: The Memoirs of a Cavalryman, publicada en 1993. Shand hizo un libro de los diarios de Bishop poco antes de su muerte en 1986.
Shand fue teniente diputado de Sussex de East Sussex entre 1974 y 1992. Mantuvo su pasión por la caza de zorros y fue maestro de Southdown Fox Hounds desde 1956 a 1975. Shand apoyó al Partido Conservador en el Reino Unido.
En 1993, se dice que Shand se acercó al príncipe de Gales en un evento privado por arruinar la vida de su hija después de que su relación se hiciera pública. Tras un período de mala relación entre ellos, ambos eventualmente se reconciliaron.
Su esposa Rosalind murió el 14 de julio de 1994, a los 72 años, habiendo sufrido osteoporosis. Él murió de cáncer en 2006, a la edad de 89 años en su casa de Stourpaine, Dorset, con su familia al lado. Tras un servicio funerario en la Holy Trinity Church en Stourpaine el 16 de junio, su cuerpo fue incinerado.

## Memorias
- Autor. (1990). Previous Engagements. Michael Russell Publishing Ltd ISBN 978-0859551694
- Editor. (1993). One Young Soldier: The Memoirs of a Cavalryman. Michael Russell Publishing Ltd ISBN 978-0859551939